# Clareville Grove Demos
Albums de David Bowie
Spying Through a Keyhole
(2019) The Mercury Demos
(2019)
Clareville Grove Demos est un coffret de David Bowie paru en mai 2019 chez Parlophone.

## Histoire
Clareville Grove Demos se présente sous la forme d'un coffret de trois 45 tours. Il comprend six démos en mono de chansons enregistrées par David Bowie avec son ami John Hutchison au début de l'année 1969 dans son appartement de Clareville Grove, dans le quartier londonien de Brompton.
Les démos de Space Oddity et An Occasional Dream ont déjà été publiées dans la réédition de luxe de l'album Space Oddity parue en 2009, à l'occasion du quarantième anniversaire de sa parution. Les quatre autres sont inédites.

## Titres
Toutes les chansons sont écrites et composées par David Bowie, sauf Life a a Circus (Roger Bunn).
| 1. | Space Oddity      | 5:12 |
| 2. | Lover to the Dawn | 3:48 |

| 3. | Ching-a-Ling        | 2:59 |
| 4. | An Occasional Dream | 2:49 |

| 5. | Let Me Sleep Beside You | 2:59 |
| 6. | Life Is a Circus        | 4:45 |

## Musiciens
- David Bowie : chant, guitare acoustique, stylophone
- John Hutchinson : chant, guitare acoustique